# Jeremy II da Misquitia
Jeremy II (c. 1639–1729) foi rei do Reino Misquito. Pouco se sabe sobre seu reinado, embora ele tenha se engajado em acordos diplomáticos formais com a colônia britânica da Jamaica.

## Vida
Fontes espanholas referem-se ao rei dos misquitos durante este período como Bernabé. Os historiadores notaram que ainda não está claro se o rei chamou Jeremy no famoso relato do pirata "M. W.", que governou em 1687 quando Jeremy foi relatado na Jamaica até 1729 ou se havia dois reis chamados Jeremy. De acordo com Michael Olien, dada a idade de Jeremy I em 1699 (60 anos), parece improvável que ele fosse o mesmo Jeremy que governava em 1720, pois isso faria dele com 80 anos.
O governador colonial espanhol da Guatemala despachou navios carregados de presentes caros para Jeremy; estes pretendiam persuadir o Reino Miskitu a reconhecer a suserania espanhola. No entanto, os navios foram interceptados e capturados por corvetas britânicas e levados para a Jamaica. Em 25 de junho de 1720, Nicholas Lawes, governador da Jamaica, assinou um acordo formal com Jeremy no qual este concordou em fornecer cinquenta homens para rastrear quilombolas nas Montanhas Azuis.